# Port lotniczy Sindhri
Port lotniczy Sindhri (IATA: MPD, ICAO: OPMP) – krajowy port lotniczy położony w mieście Sindhri, w prowincji Sindh, w Pakistanie.